# Carex qingdaoensis
Espèce
Classification phylogénétique
Carex qingdaoensis est une espèce des plantes du genre Carex et de la famille des Cyperaceae.